# キャンバー鉄道
キャンバー鉄道（英: Camber Railway）は、かつて南大西洋のフォークランド諸島（東フォークランド島）の首都スタンリーにあった、軌間2 ft (610 mm)のナローゲージ鉄道であり、世界で最も南にある鉄道の一つであった。
キャンバー鉄道は、海軍本部無線局を支援するために敷設されており、スタンリー・ハーバー (Stanley Harbour) の北側に沿って約3.5マイル (5.6 km)を走行し、発電機に石炭を供給していた。

## 歴史
当鉄道には、2両のカー、ステュアート・アンド・カンパニー (Kerr, Stuart and Company) 製の"レン (Wren)"クラス0-4-0エンジンがあった。
無線局が近代された後、当システムが廃止へと陥った。
フォークランド紛争では、当鉄道の基礎の一部分が利用されており、レールがいくつかの防御構造で利用するために剥がされている。

## 保有車両
- KS"レン"クラス蒸気機関車 - 2両（KS 2388/15 および 2392/15）
- 木製ワゴン車 - 3両
- 蒸気クレーン（flar車上） - 1両
- ティッパーワゴン
- フラット車ワゴン

## ギャラリー
- 1915-1922年のキャンバー鉄道。機関車のタンクには、手書きの『フォークランド・アイランド・エクスプレス (Falkland Island Express)』があった。木製ワゴンの車体両端には、労働者向けに取り外し可能な座席を乗せていた。ファーストクラス、セカンドクラス、サードクラス、および『喫煙者』銘板については、機関車のタンクにはその言及がなく、全てがちょっとした冗談として見なされることを意図していたようである。 この写真は後に、フォークランド諸島54Pスタンプで使用されている。
- バランスをとる柄、立ってる柄および手鉤の道具とともに、帆で可動するワゴン。（1920年代初頭）